# 王寶權
王宝权（1811年—？），字秉中，号仲衡，山东东昌府聊城县人。清朝政治人物，进士出身。

## 生平
道光二十九年，山东乡试中举。道光三十年，登庚戌科进士。历任候补中书，直隶密云县知县等职。堂叔王篤慶是嘉庆七年壬戌科进士，官至云南迤南兵备道。